# Вартість
Ва́ртість (англ. Value, нім. Wert) — оцінена у грошовій формі цінність товару, яка з'являється в результаті ринкової взаємодії, тобто в результаті взаємодії попиту і пропозиції на ринку.

## Еволюція теорії вартості

### Трудова теорія вартості класичної школи
Згідно класичної теорії (класична економічна теорія) вартість товару визначається обсягом праці, витраченої на виготовлення товару.
Вартість (англ. Value; нім. Wert; фр. фр. Valeur; рос. рос. стоимость) — економічна категорія, що виражає втілену і матеріалізовану суспільно необхідну працю. Існує в умовах товарного виробництва. Формою грошового забезпечення вартості є ціна. Ва́ртість — втілена й уречевлена в продукті (певній цінності) суспільна праця (час, сили, знання, досвід тощо); економічна категорія, яка виражає відносини між суб'єктами господарської діяльності, що пов'язані суспільним поділом праці й обміном товарами та послугами.
Згідно підходу класичних економістів, вартість — це суспільно необхідна праця, яку потрібно затратити на виготовлення продукту, послуги чи цінності.
Таким чином, вартість визначається не індивідуальними затратами праці на виготовлення чого-небудь, а характерними для даного суспільства й способу виробництва. Таке визначення дозволяє абстрагуватися від ефективності чи неефективності конкретного виробника.
Класичні економісти (Адам Сміт, Давід Рікардо та інші) розглядали мінову вартість і споживчу вартість товару.
Вартість отримує грошовий еквівалент лише тоді, коли продукт стає товаром при товарних відносинах у суспільстві. Наприклад, знання має певну цінність, але вони отримують грошовий еквівалент, якщо їх оцінять, коли знання представлені як книга, лекція, курс у школі чи іншому навчальному закладі.
Класичні економісти не змогли вирішити парадокс цінності (парадокс Сміта) у рамках трудової теорії вартості. Це змогла зробити лише суб'єктивна теорія вартості, яка перетворила класичну економічну теорію на неокласичну в результаті маржиналістської революції.

### Теорія суб'єктивної вартості (теорія вартості неокласичної школи)
Згідно неокласичної теорії (неокласична економічна теорія) вартість товару визначається особистими вподобаннямя економічного агента (дійової особи, покупця, продавця), тобто вартість є суб'єктивною (залежить від особи, яка дає оцінку, мінливою). Кожний економічний агент має власні уявлення щодо корисності тих чи інших економічних благ, множина суб'єктивних вподобань покупців і продавців на вільному конкурентному ринку при їхній взаємодії й визначає вартість товару.
Важливим аспектом у суб'єктивній теорії вартості є фактор часу, який знайшов своє втілення у концепції часової преференції.
Історично першими спробами розробити теорію суб'єктивної вартості зафіксовані у працях середньовічних філософів Саламанкської школи. Також суб'єктивний підхід до вартості зустрічається у французького економіста-фізіократа Етьєна Бонно де Кондільяка (XVIII ст.), який розглядав питання вартості і корисності.
Однак поширення й розвитку суб'єктивна теорія вартості набула лише у другий половині XIX ст. й пов'язана з іменами пруського економіста Германа Ґоссена (1810—1858), австрійського економіста, засновника Австрійської школи економіки Карла Менґера (1840—1921), англійця Вільяма Стенлі Джевонса (1835—1882) й француза Леона Вальраса (1834—1910).

## Інтернет-ресурси
- Вартість ЕСУ